# Кекіш (Селаж)
Кекіш (рум. Chechiș) — село у повіті Селаж в Румунії. Входить до складу комуни Белан.
Село розташоване на відстані 373 км на північний захід від Бухареста, 19 км на схід від Залеу, 49 км на північний захід від Клуж-Напоки.

## Населення
За даними перепису населення 2002 року у селі проживали 636 осіб, з них 635 осіб (99,8%) румунів. Усі жителі села рідною мовою назвали румунську.